# Алексеевское (Благодарненский район)
Алексе́евское — село в Благодарненском муниципальном округе Ставропольского края России.

## Название
Названо в честь сына царя Николая II — наследника цесаревича и великого князя Алексея Николаевича.
Другие варианты названия: Алексеевка.

## География
Расстояние до краевого центра: 127 км.
Расстояние до районного центра: 17 км.

## История
Основано в 1905 году (по другим данным — в 1906 году). Первоначально было заселено иногородними крестьянами и немецкими колонистами.
В 1918 году на Ставрополье начался процесс коллективизации, не получивший достаточного развития из-за гражданской войны. После окончательного установления советской власти в регионе стали создаваться коммуны и артели, организуемые бывшими красноармейцами. В 1924 году в Алексеевском была образована кустарно-промышленная артель «Алексеевская». В 1927 году создано первое в селе товарищество по совместной обработке земли — «Красное знамя». В 1929 году организован колхоз им. Ленина. В 1935 году в селе образовалась МТС. В 1935 году была создана сельхозартель им. XVII партсъезда, которая в 1950 году слилась с колхозом им. Ленина.
В период Великой Отечественной войны на фронт ушло 594 жителя села, из них 128 погибло. В августе 1942 года — январе 1943 года Алексеевское было оккупировано гитлеровцами. 24 августа 1942 года на месте бывшей мельницы оккупанты расстреляли проживавших в селе евреев.
На 1 марта 1966 года село было административным центром Алексеевского сельсовета, в состав которого входили: сёла Алексеевское, Мирное и хутор Свободный (упразднён в 1973 году):9.
В 1960-е годы были обеспечены водоснабжение, электрификация и газификация Алексеевского. В 1967 построен Дом культуры, в 1979 году — новое здание средней школы (до 1969 года была восьмилетней).
До 2017 года село образовывало упразднённое сельское поселение село Алексеевское.

## Население
| 1989  | 2002  | 2010  | 2011  | 2012  | 2013  | 2014  | 2015  | 2016  |
| ----- | ----- | ----- | ----- | ----- | ----- | ----- | ----- | ----- |
| 1692  | ↗1813 | ↘1678 | ↘1674 | ↘1670 | ↘1656 | ↘1650 | ↗1660 | ↗1678 |
| 2017  | 2021  | 2023  |       |       |       |       |       |       |
| ↗1705 | ↘1479 | ↘1470 |       |       |       |       |       |       |

Национальный состав
По итогам переписи населения 2010 года проживали следующие национальности (национальности менее 1 %, см. в сноске к строке «Другие»):
| Национальность | Численность | Процент |
| -------------- | ----------- | ------- |
| Русские        | 1388        | 82,72   |
| Цыгане         | 139         | 8,28    |
| Даргинцы       | 111         | 6,62    |
| Другие         | 40          | 2,38    |
| Итого          | 1678        | 100,00  |

## Инфраструктура
- Сельская библиотека. Открыта в 1968 году[26]
- Детский сад № 3 «Звездочка». Открыт 20 октября 1975 года[5]
- Детский сад № 23 «Лучик». Открыт 25 апреля 1970 года[5]
- Дворец Культуры.
- Спортивный стадион[27]
- Школа №11 [28]

## Православие
Первый храма был в селе был построен в южной части села в 1907 году и носил название в честь Святителя Алексея митрополита Московского храм был построен ввиде вытянутого здания, на каменном фундаменте стены из саманного кирпича, а с наружи обшит досками и покрашен, крыша покрыта железной кровлей с небольшим куполом. К сожалению храм не сохранился.
Деревянная Церковь Казанской иконы Божьей Матери. Освящена 4 ноября 1905 года. В 1909 году население увеличилось и небольшой храм Святителя Алексея не вмещал всех прихожан тогда местные жители приняли решение построить в западной части села новую церковь. Получив разрешение на строительство и Благословение Высокопреосвященнейшего Агафодору архиепископа Ставропольского и Екатеринодарского 1 сентября (по старому стилю) 1909 года был заложен первый камень, архитектором храма является Григорий Павлович Кусков. У местных крестьян появилась возможность купить деревянное здание храма из села Богородское Медвеженского уезда Ставропольской губернии так как в селе Богородском была построена новая каменная церковь. После проведения необходимых работ и документации здание деревянной церкви было приобретено и перевезено в село Алексеевское и собрано на высоком каменном фундаменте. В 1910 году Храм был освящен в честь Казанской иконы Божией Матери и открыт для Богослужений. В период революции и гражданской войны храм не пострадал. В период гонений в советский период духовенство храма было репрессировано, в 30-х годах сброшены колокола. Храм закрыли в 1936 году последняя служба прошла на праздник Крещения Господня. Местные жители защитили храм от разрушения разместив в храме зернохранилище так злание порки Ущелело с иконами и утварью. 

## Кладбища
В границах села расположены 3 открытых кладбища — Северное (площадь участка 50000 м²), Южное (87000 м²) и Восточное (40000 м²).

## Памятники
- Братская могила 43 красных партизан, погибших в годы гражданской войны[30].  261711034070005
- Памятник «Вечная память погибшим односельчанам».

- «Вечная память погибшим односельчанам»
- Братская могила 43 красных партизан, погибших в годы гражданской войны в селе Алексеевское